# Diocesi di Miletopoli
La diocesi di Miletopoli o Melitopoli (in latino: Dioecesis Miletopolitana) è una sede soppressa del patriarcato di Costantinopoli e sede titolare della Chiesa cattolica.

## Storia
Miletopoli, identificabile con Melde nell'odierna Turchia, è un'antica sede episcopale della provincia romana dell'Ellesponto nella diocesi civile di Asia. Faceva parte del patriarcato di Costantinopoli ed era suffraganea dell'arcidiocesi di Cizico.
Nella vita di san Partenio, futuro vescovo di Lampsaco, che sembra fosse originario di Miletopoli, si fa menzione del vescovo Fileto, vissuto all'epoca dell'imperatore Costantino I, che consacrò sacerdote il santo diacono. Secondo la stessa vita, alle esequie del santo fu presente anche il vescovo di Miletopoli, di cui non è fatto il nome.
Gemello non prese parte al concilio di Calcedonia del 451; nelle solenni sessioni del 25 e del 31 ottobre fu il metropolita Diogene di Cizico a sottoscrivere gli atti al posto del suo suffraganeo Gemello. Il vescovo Sozomeno sottoscrisse nel 458 la lettera dei vescovi dell'Ellesponto all'imperatore Leone dopo la morte di Proterio di Alessandria. A questi vescovi, Michel Le Quien aggiunge Giovanni, episcopus Melicitanus, destinatario di una lettera di papa Ormisda nel 517; il termine corrotto è stato interpretato da Le Quien come Miletopolitanus, ma la sua interpretazione è tuttavia errata, poiché Giovanni fu un vescovo spagnolo di Illici (Illicitanus).
Gli altri vescovi noti di Miletopoli presero parte ai concili bizantini dal VII al IX secolo. Giovanni II partecipò al terzo concilio di Costantinopoli nel 680. Andrea era presente al concilio detto in Trullo nel 692. Michele assistette al secondo concilio di Nicea nel 787. Damiano e Teofane presero parte rispettivamente ai concili di Costantinopoli dell'869-870 e dell'879-880 che trattarono la questione del patriarca Fozio di Costantinopoli.
La diocesi è documentata nelle Notitiae Episcopatuum del patriarcato di Costantinopoli fino al XIV secolo. Tuttavia, a partire almeno dal XIII secolo la sede è menzionata nelle Notitiae come arcidiocesi, con la doppia titolatura di "Lopadio e Miletopoli", documentato per la prima volta nel 1232. Appartiene a quest'epoca il vescovo Agapito che partecipò al concilio celebrato dal patriarca Germano II nel 1232.
Dal XVIII secolo Miletopoli è annoverata tra sedi vescovili titolari della Chiesa cattolica; la sede è vacante dall'8 dicembre 1968.

## Cronotassi

### Vescovi greci
- Fileto † (inizio del IV secolo)
- Anonimo † (prima metà del IV secolo)
- Gemello † (menzionato nel 451)
- Sozomeno † (menzionato nel 458)
- Giovanni † (menzionato nel 680)
- Andrea † (menzionato nel 692)
- Michele † (menzionato nel 787)
- Damiano † (menzionato nell'869)
- Teofane † (menzionato nell'879)
- Agapito † (menzionato nel 1232)

### Vescovi titolari
- Francis Burke † (20 settembre 1713 - 31 ottobre 1713 succeduto arcivescovo di Tuam)
- Francesco Felice Alberti di Enno † (19 luglio 1756 - 7 settembre 1758 succeduto vescovo di Trento)
- Francesco Magni, O.F.M. † (25 gennaio 1763 - 5 febbraio 1785 deceduto)
- Georg Michael Wittmann † (14 marzo 1831 - 8 marzo 1833 deceduto)
- San Jerónimo Hermosilla, O.P. † (2 agosto 1839 - 1º novembre 1861 deceduto)
- Louis-Joseph d'Herbomez, O.M.I. † (22 dicembre 1863 - 3 giugno 1890 deceduto)
- Rudesindo de la Lastra y Gordillo † (1º ottobre 1892 - 8 febbraio 1898 nominato vescovo di Paraná)
- San Józef Sebastian Pelczar † (27 febbraio 1899 - 17 dicembre 1900 nominato vescovo di Przemyśl)
- Alexis-Armand Charost † (14 febbraio 1913 - 21 novembre 1913 nominato vescovo di Lilla)
- Manuel Bidwell † (30 ottobre 1917 - 11 luglio 1930 deceduto)
- Ambrose James Moriarty † (18 dicembre 1931 - 17 dicembre 1934 succeduto vescovo di Shrewsbury)
- Johann Baptist Höcht † (14 marzo 1936 - 4 dicembre 1950 deceduto)
- Juan Ricote Alonso † (19 febbraio 1951 - 8 dicembre 1968 succeduto vescovo di Teruel)